# 1908 County Championship
Navigation
Édition précédente Édition suivante
Le 1908 County Championship fut le dix-neuvième County Championship et se déroule du 4 mai au 31 août 1908. Le Yorkshire a remporté son huitième titre de champion, tandis que le Kent a terminé deuxième. Les vainqueurs de la saison précédente, Nottinghamshire ont terminé à la huitième place. En mai, le Yorkshire a battu le Northamptonshire pour 27 et 14, le plus bas total de first-class cricket à ce moment-là.

## Classement
| Équipe           | Pld | W  | L  | D  | A | Pts | Fin | %Fin   |
| ---------------- | --- | -- | -- | -- | - | --- | --- | ------ |
| Yorkshire        | 28  | 16 | 0  | 12 | 0 | 16  | 16  | 100.00 |
| Kent             | 26  | 17 | 3  | 5  | 1 | 14  | 20  | 70.00  |
| Surrey           | 30  | 13 | 4  | 12 | 1 | 9   | 17  | 52.94  |
| Middlesex        | 20  | 6  | 3  | 10 | 1 | 3   | 9   | 33.33  |
| Sussex           | 28  | 6  | 4  | 18 | 0 | 2   | 10  | 20.00  |
| Worcestershire   | 18  | 6  | 5  | 7  | 0 | 1   | 11  | 9.09   |
| Lancashire       | 26  | 10 | 9  | 6  | 1 | 1   | 19  | 5.26   |
| Nottinghamshire  | 20  | 6  | 7  | 7  | 0 | –1  | 13  | –7.69  |
| Hampshire        | 22  | 7  | 9  | 6  | 0 | –2  | 16  | –12.50 |
| Gloucestershire  | 24  | 8  | 11 | 5  | 0 | –3  | 19  | –15.78 |
| Essex            | 22  | 5  | 7  | 10 | 0 | –2  | 12  | –16.66 |
| Warwickshire     | 22  | 5  | 9  | 7  | 1 | –4  | 14  | –28.57 |
| Leicestershire   | 22  | 4  | 8  | 9  | 1 | –4  | 12  | –33.33 |
| Derbyshire       | 22  | 5  | 13 | 4  | 0 | –8  | 18  | –44.44 |
| Northamptonshire | 22  | 3  | 14 | 5  | 0 | –11 | 17  | –64.70 |
| Somerset         | 20  | 2  | 13 | 5  | 0 | –11 | 15  | –73.33 |
| Source:          |     |    |    |    |   |     |     |        |

## Résumé statistique
| Most runs | Most runs | Most runs        | Most runs       |
| Aggregate | Average   | Joueur           | Comté           |
| --------- | --------- | ---------------- | --------------- |
| 1,874     | 46.85     | Tom Hayward      | Surrey          |
| 1,655     | 40.36     | Alan Marshall    | Surrey          |
| 1,646     | 42.20     | Gilbert Jessop   | Gloucestershire |
| 1,522     | 43.48     | Johnny Tyldesley | Lancashire      |
| 1,507     | 39.65     | Jack Hobbs       | Surrey          |
| Source:   |           |                  |                 |

| Most wickets | Most wickets | Most wickets    | Most wickets    |
| Aggregate    | Average      | Joueur          | Comté           |
| ------------ | ------------ | --------------- | --------------- |
| 167          | 16.48        | Colin Blythe    | Kent            |
| 156          | 12.44        | George Hirst    | Yorkshire       |
| 149          | 20.46        | George Dennett  | Gloucestershire |
| 148          | 15.27        | Walter Brearley | Lancashire      |
| 124          | 18.66        | Harry Dean      | Lancashire      |
| Source:      |              |                 |                 |